# 馬林巴 (安哥拉)
馬林巴（葡萄牙語：Marimba），是個位於安哥拉北部的城鎮，由馬蘭哲省負責管轄，北鄰馬桑戈，面積6,040平方公里，2006年該城鎮人口30,947，人口密度每平方公里5人。